# بنت كروغ
بنت كروغ (بالدنماركية: Bent Krog)‏ هو لاعب كرة قدم دنماركي في مركز الوسط، ولد في 31 مارس 1935 في كوبنهاغن في الدنمارك، وتوفي في 13 أغسطس 2004. لعب مع كوبنهاغن بولدكلوب.

## وصلات خارجية
- بنت كروغ على موقع الاتحاد الدولي (مؤرشف)  (الإنجليزية)
- بنت كروغ على موقع قاعدة بيانات كرة القدم.إي يو (الإنجليزية)
- بنت كروغ على موقع ناشيونال فوتبول تيمز (الإنجليزية)
- بنت كروغ على موقع عالم كرة القدم.نت (الإنجليزية)
- بنت كروغ على موقع أوليمبيديا (الإنجليزية)